# Усманский Софийский монастырь
У́сманский Софи́йский же́нский монасты́рь — несохранившийся православный монастырь Русской православной церкви в городе Усмань ныне Липецкой области.

## История

### Основание
Успенский женский монастырь в Усмани был основан по Указу Государей Иоанна и Петра Алексеевичей в 1684 году. В 1685 году в обители была выстроена первая деревянная церковь, освященная во имя Успения Божией Матери.
В связи с реформой церковного имущества Екатерины II, в 1764 году монастырь был упразднён. Успенская монастырская церковь была передана приходу, но в 1780 году разобрана.

### Возрождение
Возрождение усманского монастыря под новым именем «Софийский», состоялось в 1799 году в 3 верстах от города Усмань, в селе Новоуглянском. Закладка будущей обители состоялась в 1801 году на земле и на средства местной помещицы Надежды Георгиевны Фёдоровой.
В 1817 году епископом Тамбовским Ионой был освящён первый каменный храм Софийского монастыря. В храме три престола: один в холодной церкви в честь Успения Божией Матери, и два в тёплом приделе: 1-й во имя святого великомученика Георгия, 2-й во имя святой мученицы Софии и трех её дочерей Веры, Надежды и Любови.
В 1806 году Софийской обители Императором Николаем I было подарено в вечную собственность подворье в Усмани на месте бывшего Успенского монастыря. Фёдоровой был проведён ремонт оставшихся от старого монастыря келий, построена деревянная часовня на месте бывшей Успенской церкви, возведена ограда с башнями вокруг подворья. В 1860 году на месте деревянной часовни построена каменная, а в 1862 году она была перестроена в домовой храм, освящённый во имя Успения Божией Матери.
В 1905 году на монастырском подворье в Усмани с разрешения епархиального начальства была разобрана Успенская церковь, а на средства местного купца Григория Димитриевича Сукочёва на её месте построена новая. Богослужения в этом храме совершались монастырским причтом.
В 1908 году в обители был заложен второй каменный тёплый храм во имя преподобного Серафима Саровского, который к 1911 году вчерне был выстроен.

### Закрытие
Софийский монастырь был закрыт в 1924 году. Монахини были вынуждены покинуть обитель, а в 1937 году к расстрелу была приговорена последняя игуменья Софья (Юдина).
Помещения бывшей обители были переданы сначала под детский дом, после в них была организована школа колхозной молодёжи и закрытый дом трудового воспитания. В 1935 году монастырь занят колонией для несовершеннолетних. В годы Великой Отечественной войны в колонии разместился лагерь для дезертиров и военнопленных. С 1948 года в стенах бывшей Софийской обители вновь располагается колония для несовершеннолетних.
Успенский храм, находящийся в монастырском подворье в Усмани, также был закрыт после упразднения обители. В 1930-х годах в нём размещался краеведческий музей, а позже его помещение использовалось под склад местной махорочной фабрикой. В 1940-х годах была разрушена колокольня церкви. В 1944 году храм вновь открыт попечением небольшой приходской общины, а в 1947 году церковь передана в постоянное безвозмездное пользование верующим. В 2000 году восстановлена разрушенная колокольня.

## Храмы монастыря
- Софийский собор. Первая церковь обители освящена в 1817 году. С середины 1930-х годов помещение церкви используется колонией для несовершеннолетних.
- Церковь в честь Успения Божией Матери. Первая деревянная успенская церковь была выстроена в 1685 году, после упразднения монастыря, в 1780 году была разобрана. В 1862 году был освящен домовый Успенский храм, перестроенный из каменной часовни. В 1905 году построен новый каменный храм.
- Церковь во имя Серафима Саровского. Второй каменный храм внутри монастырских стен, заложен в 1908 году.

## Настоятельницы
- игуменья Анфиса упом. с 1817 по 1820 годы, и в 1827 году
- игуменья Евпраксия упом. в 1820—1823 годах
- монахиня Агафия упом. в 1823—1827 годах
- игуменья Серафима упом. в 1856, 1876 годах
- игуменья Клавдия упом. в 1886, 1893 годах
- игумения София (Юдина) упом. в 1937 году.

## Современный статус
Церковь Успения Пресвятой Богородицы в Усмани и колокольня церкви Михаила Архангела Софийского монастыря в Новоуглянке включены в Единый государственный реестр объектов культурного наследия (памятников истории и культуры) народов Российской Федерации в качестве памятников архитектуры регионального значения.